# Daniël De Cubber
Daniël De Cubber (1954. április 19. –) belga labdarúgó, középpályás.

## Pályafutása
1972–73-ban az Union Saint-Gilloise, 1973 és 1975 között az UR Namur, 1975 és 1979 között a Club Brugge, 1979–80-ban az RWD Molenbeek, 1980–81-ben az SK Beveren, 1981 és 1984 között ismét Club Brugge labdarúgója volt. 1984–85-ben az RRC Tournaisien együttesében fejezte be az aktív játékot. A Club Brugge csapatával három belga bajnoki címet és egy kupagyőzelmet szerzett. Tagja volt az 1975–76-os idényben UEFA-kupadöntős és az 1977–78-as idényben BEK-döntős együttesnek.

## Sikerei, díjai
Club Brugge
- Belga bajnokság
  - bajnok (3): 1975–76, 1976–77, 1977–78
- Belga kupa
  - győztes: 1977
  - döntős (2): 1979, 1983
- Bajnokcsapatok Európa-kupája (BEK)
  - döntős: 1977–78
- UEFA-kupa
  - döntős: 1975–76